# Charlie Morris
Charlie Morris, född 7 juni 1926, död 4 juni 2015, var en friidrottare från Australien. Han deltog vid olympiska sommarspelen 1956.